# Adèle Dumilâtre
Adèle Geneviève Dumilâtre (Paris, 30 juin 1822 - Paris, 4 mai 1909) est une danseuse française célèbre aux temps du ballet romantique.
Fille cadette de Michel Dumilâtre, acteur de la Comédie-Française, elle danse dans le Ballet de l'Opéra de Paris de 1840 à 1848, elle crée le rôle de Myrtha dans Giselle  d’Adolphe Adam, le 28 juin 1841, aux côtés de Carlotta Grisi et de Lucien Petipa, qu’elle retrouve, le 16 février 1848 dans Griseldis, du même musicien.
Elle danse avec autant de succès à Milan et à Londres, où elle interprète The Marble Maiden d'Arthur Saint-Léon (1845).
Sa sœur aînée, Sophie, danse également à l'Opéra de Paris de 1838 à 1845. On les avait surnommées les sœurs Demi-Lattes à cause de leur maigreur.
Veuve à 23 ans[Quoi ?] du comte Francisco Drake y del Castillo, qu'elle avait épousé à Paris le 6 septembre 1848[Quoi ?], Adèle s'établit à Pau avec ses trois enfants, auprès de la sœur restée célibataire.
Elle meurt à Paris à l'approche de ses 88 ans et est inhumée au cimetière de Montmartre.